# Pin argenté
Pinus monticola
Espèce
Classification phylogénétique
Statut de conservation UICN

 NT  : Quasi menacé
Répartition géographique
Le Pin argenté (Pinus monticola) est une espèce d'arbres appartenant au genre Pinus et à la famille des Pinacées. Il pousse dans les montagnes de l'ouest de l'Amérique du Nord, en particulier dans les Montagnes Rocheuses, la chaîne des Cascades, la Sierra Nevada et les chaînes côtières du Pacifique.
Comme l'ensemble des espèces appartenant au genre des Pins blancs nord-américain, il est extrêmement sensible à la rouille vésiculeuse du pin blanc. Certains individus à l'état naturel sont exempts de cette maladie tout en étant dans des populations attaqués par la rouille. Il y a espoir de développer des individus génétiquement résistant à la maladie avec des croisements entre plusieurs populations résistantes.